# خيسوس موريلو كرم
خيسوس موريلو كرم (بالإسبانية: Jesús Murillo Karam)‏ هو سياسي مكسيكي، ولد في 2 مارس 1948 في المكسيك. حزبياً، نشط في الحزب الثوري المؤسساتي. وقد انتخب عضو مجلس الشيوخ من المكسيك.